# Epistola de litteris colendis
Die Epistola de litteris colendis von 784/85, vermutlich aber auch auf ein Datum nach 787 datierbar, ist ein wahrscheinlich von Alkuin verfasstes Sendschreiben Karls des Großen, das ursprünglich an Abt Baugulf von Fulda gerichtet war, dann aber zur weiteren Verbreitung in leicht überarbeiteter Fassung an Angilram von Metz, den Metropoliten der Trierer Kirchenprovinz und obersten Pfalzkapellan, gesandt wurde. Es ermahnte zur Pflege von Bildung und Wissenschaft und warnte vor Einmischung in weltliche Rechtsgeschäfte. Die ältere der beiden erhaltenen Handschriften stammt aus Würzburg (Oxford, Bodleian Library, Cod. laud. Misc. 126; angelsächsische Minuskel, saec. VIIIex) und bietet den ursprünglichen, an Abt Baugulf gerichteten Text. Die jüngere Handschrift (Metz, bibl. mun., 4o nr. 226; saec. XI, 1945 verbrannt), deren Wortlaut durch ältere Editionen gesichert ist, bot die überarbeitete Fassung für Angilram, der mit der weiteren Verbreitung beauftragt wurde.
Die epistola de litteris colendis ist das früheste und eines der wichtigsten Zeugnisse für die gezielte Vorantreibung der karolingischen Bildungsreform durch den Hof Karls des Großen. 789 folgte die noch detailliertere Admonitio generalis. Drei weitere ähnliche Texte stammen aus den Jahren bis 806. Für den neuen Geist der karolingischen Renaissance charakteristisch ist die neue Begründung, die für die Bildungsbemühungen geliefert wird. In scharfem Kontrast zur antirhetorischen Polemik und den bildungsfeindlichen Tendenzen innerhalb des spätantiken Christentums, das den sermo humilis, den schlichten Sprachstil der von Jesus zu Aposteln berufenen Fischer propagierte, wenn auch keineswegs durchgängig praktizierte, und das Ideal der docta ignorantia, der gelehrten Unwissenheit (in weltlichen Dingen), empfahl, wird nun die korrekte Handhabung der lateinischen Sprache als gottgefällig dargestellt: … ut, qui Deo placere appetunt recte vivendo, ei etiam placere non negligant recte loquendo. (… damit diejenigen, die Gott durch normgerechtes Leben zu gefallen streben, nicht vernachlässigen, ihm auch durch normgerechtes Sprechen zu gefallen). An der Wirksamkeit sprachlich fehlerhafter Gebete werden Zweifel gesät, zumal auch die Schönheit des liturgischen Gesangs durch grammatische Verstöße leide und dadurch die Außenwirkung des Konvents auf Besucher beeinträchtigt werde. Dafür sei sogar mit göttlichen Strafen zu rechnen, wie mit einem kühn umgedeuteten Bibelzitat (Mt 12,37 ) belegt wird. Außerdem wird die Notwendigkeit vertiefter grammatischer Kenntnisse (in dem weiten, Sach- und Sprachkenntnisse einschließenden Sinn der antiken Terminologie) für die Bibelauslegung, insbesondere das Eindringen in den mystischen Sinn ihrer Symbolsprache (scemata, figurae, tropi et cetera his similia) betont.

## Edition
- Karoli Epistola de litteris colendis, ed. Alfred Boretius in MGH, Capitularia regum Francorum 1, 1883, S. 78–79 (lateinisch)